# Myxine mccoskeri
Myxine mccoskeri – gatunek bezszczękowca z rodziny śluzicowatych (Myxinidae). 

## Zasięg występowania
Płd. część Morza Karaibskiego.

## Cechy morfologiczne
Osiąga max. 28,6 cm długości całkowitej.

## Biologia i ekologia
Występuje na głębokości 439 - 567  m.